# 太平山國家森林遊樂區
24°29′52″N 121°32′06″E / 24.497724°N 121.5350318°E

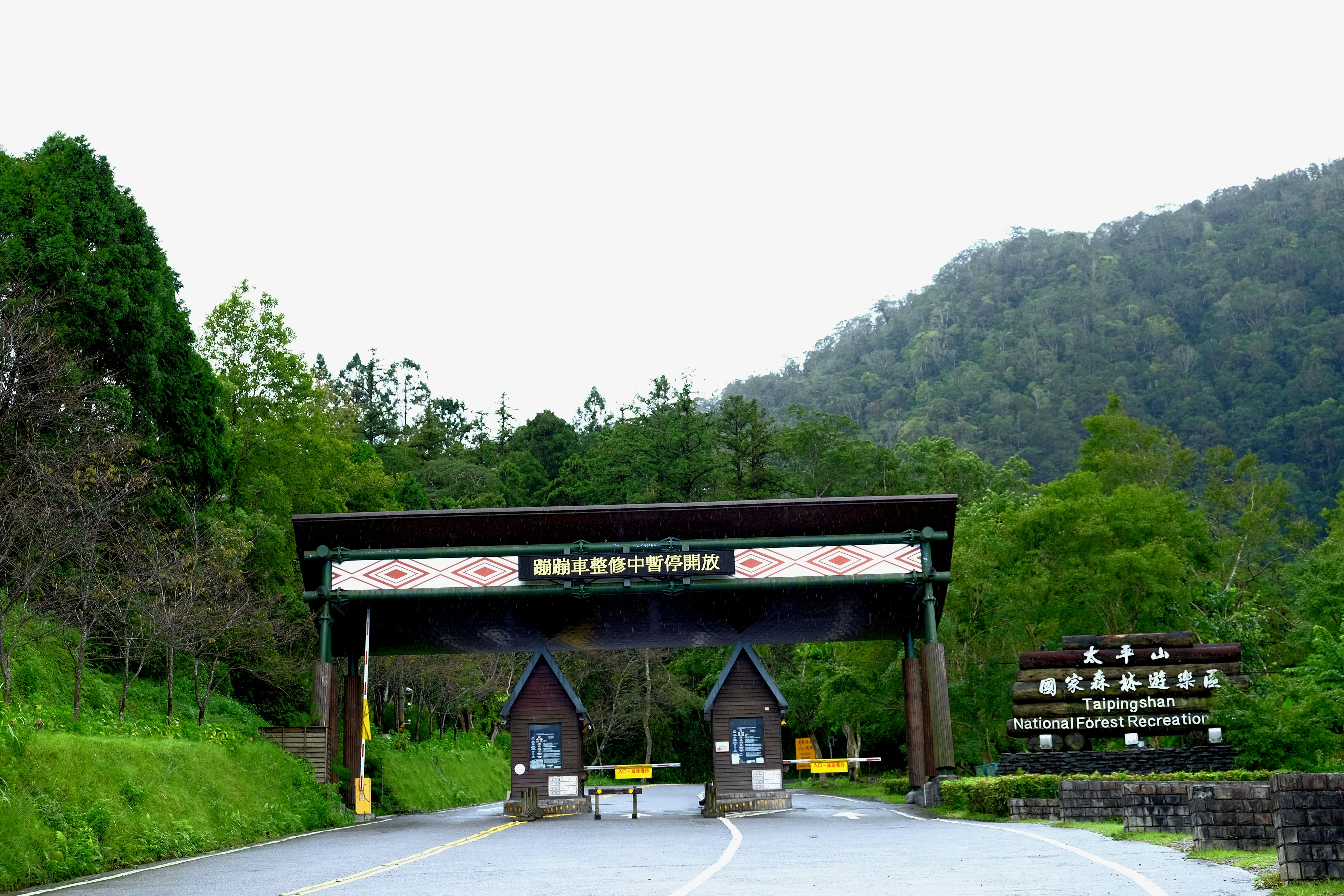
太平山國家森林遊樂區入口

太平山國家森林遊樂區位於台灣宜蘭縣大同鄉與南澳鄉，現由農業部林業及自然保育署宜蘭分署所管轄。前身為太平山林場，1989年轉型成立森林遊樂區。區內主要聯絡公路有宜專1線（長25.5公里，太平山公路）及翠峰湖景觀道路（長16.5公里，翠峰林道）

## 伐木時代下的觀光

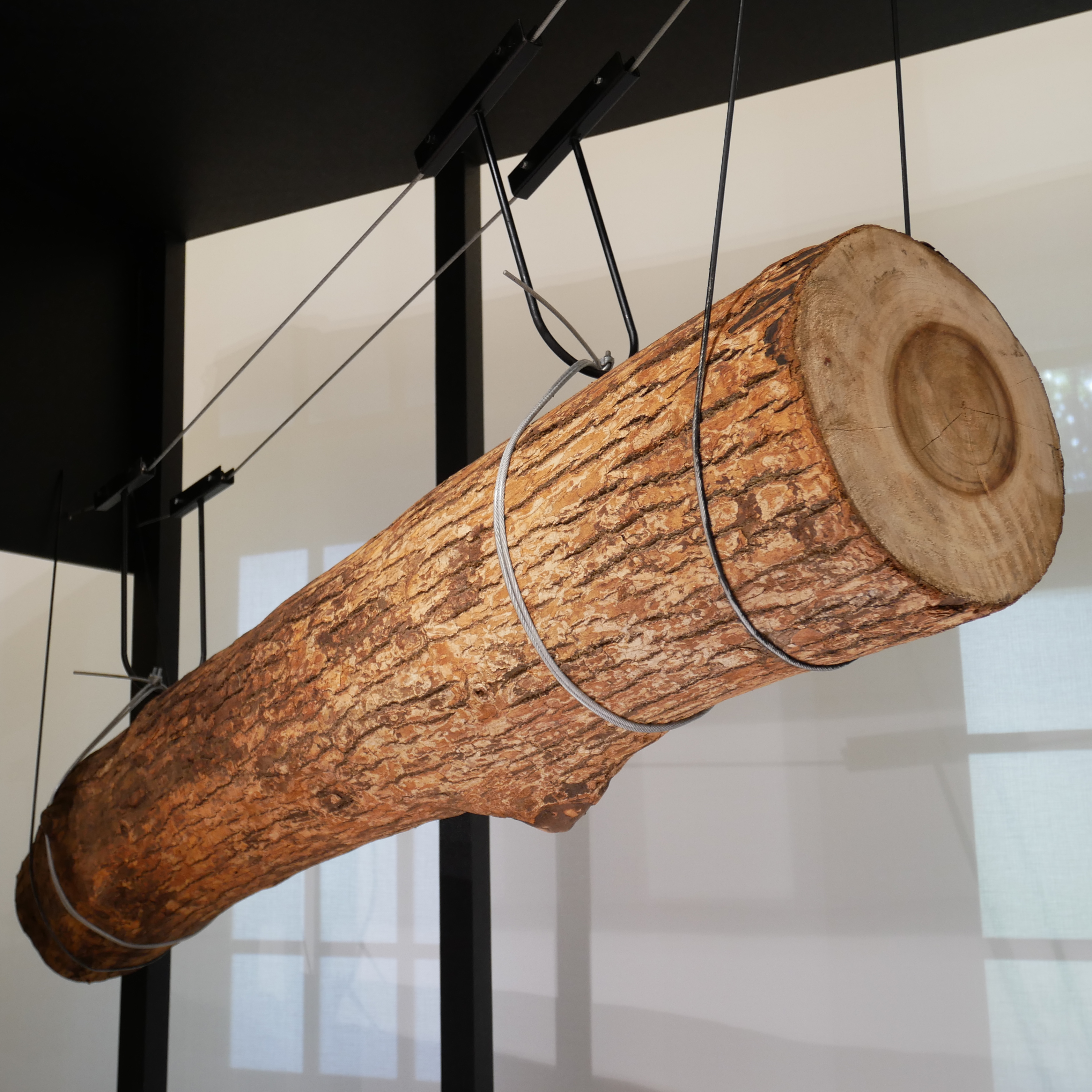
由堀田蘇彌太所設計的太平山運材索道模型

早在日治時代伐木時期，甚至其作業地仍在多望溪流域之際、羅東林鐵出現之前，太平山藉著其本身的雲海幻景、日出奇觀等天然景觀，早已成為台灣十二勝景之一，林鐵通車之後，登山客日增。當時太平山地區已成為主要風景點的有多望溪、鳩之澤（燒水）、鐵線橋（海拔1538m）、太平山、源（海拔1980m）、穆魯羅亞滬（原文ムルロアフ，海拔2318m）等，其中土場、太平山、栂之尾、見晴等地設有宿泊所可投宿。行程由台北出發則有三或四天旅程。由此顯示，太平山早已是馳名四方的旅遊勝地了。
第二次世界大戰結束，台灣光復後，登山人口不減反增，尤其膾炙人口的山地蹦蹦車、索道流籠，更是引人入勝，一到週末、假日，原本寧靜的山區立即變得熱鬧無比。平常每日上下午各開一班車的山地交通為應付如潮水般的遊客，不得不加開班車，造成員工工作量大增，員工怨聲四起，大大影響了原本正常的生產與運材作業。

## 成立過程
隨著時光流逝，號稱全台林木生產紀錄保持者的太平山林場也逐年減產，受到戰後社會型態變遷和生活環境改變、國民開始重視戶外休閒活動的影響，太平山林場為遵行蔣經國總統「發展蘭陽地區觀光事業及太平山森林遊樂區」之指示，暨符合台灣林業改革方案第41條「發展林業多種用途，建設自然生態保護區及森林遊樂……。」之規定，於1977年經過前蘭陽林區管理處會同觀光局、林務局，積極規劃太平山森林遊樂區的建設事宜，並逐年編列預算，期使遊樂區早日對外正式營運。

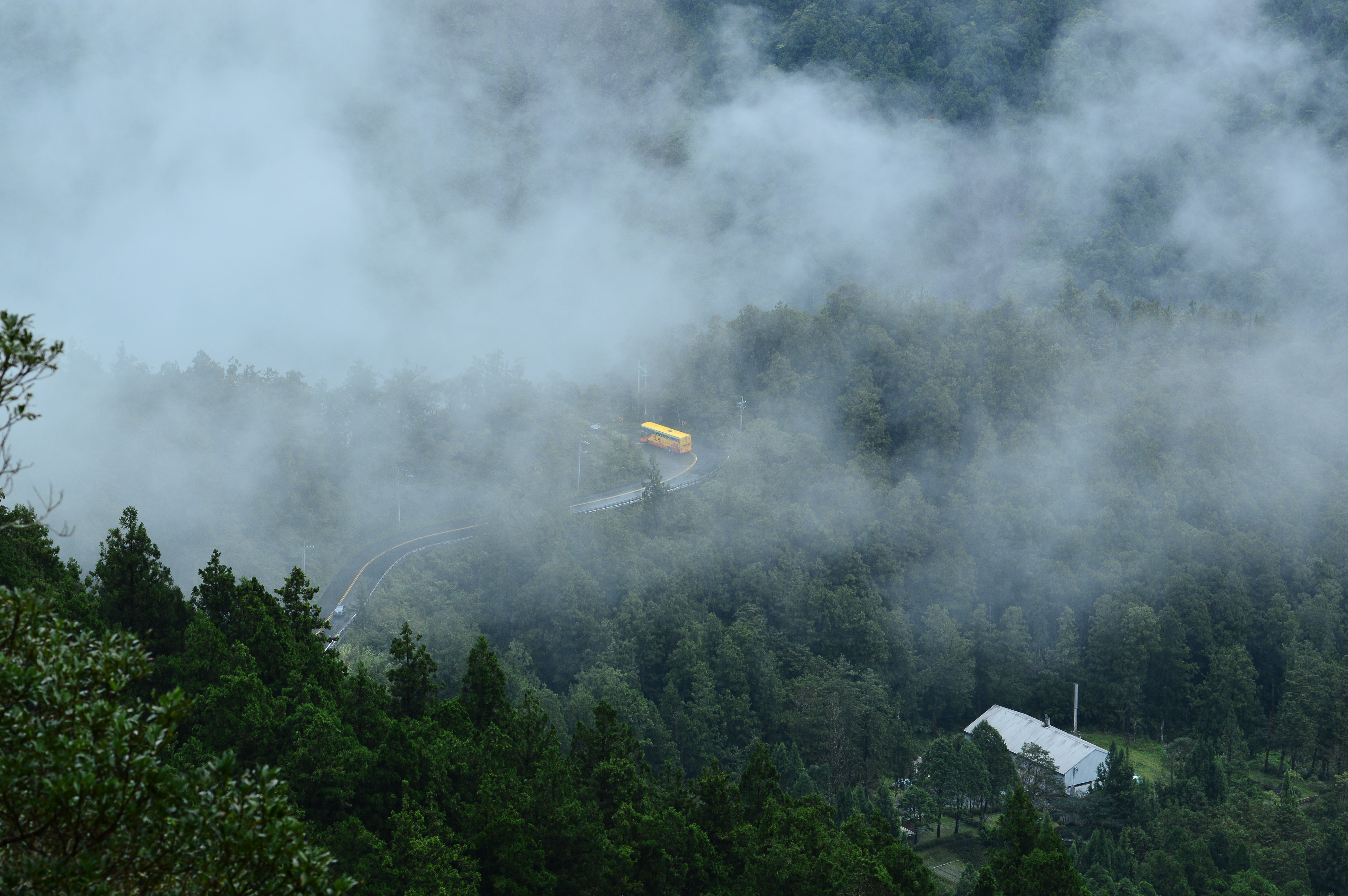
太平林道

1982年6月太平山林場生產終結，蘭陽林區管理處不久後改組成為羅東林區管理處，此後即把所有資金投入森林遊樂區的規劃上。在規劃結果中，其範圍及遊憩據點，包括土場、仁澤溫泉、中間、蘭臺、白嶺、上平、太平山、獨立山、翠峰湖、大元山等，面積共12631公頃。全區依據地理、動植物、人文等因素規畫分為四大區，分別加以各種相異的保護、管理。
1989年太平山國家森林遊樂區正式成立，由於其經營方式多元，加上以原生產作業所遺留的山地軌道、流籠、台車、機關車、客車、集材機、檜木房屋等遺跡，為區內增添不少的觀光資源而別具一格。民眾多認為這地方可讓他們休閒兼觀察、省思、或學術研究，因此成立以後，到訪的旅客絡繹不絕。
隨著登山公路的開通及改善，以及入山管制的放寬等，太平山旅遊人數逐年成長。據報載，1995年元旦三天連續假期中，到訪太平山的有13500人，與去年同時期相比成長了一倍左右。古老的太平山再度蓬勃發展，更凸顯了太平山與其他地區的特殊之處。

## 仁澤(鳩之澤)地區

### 土場

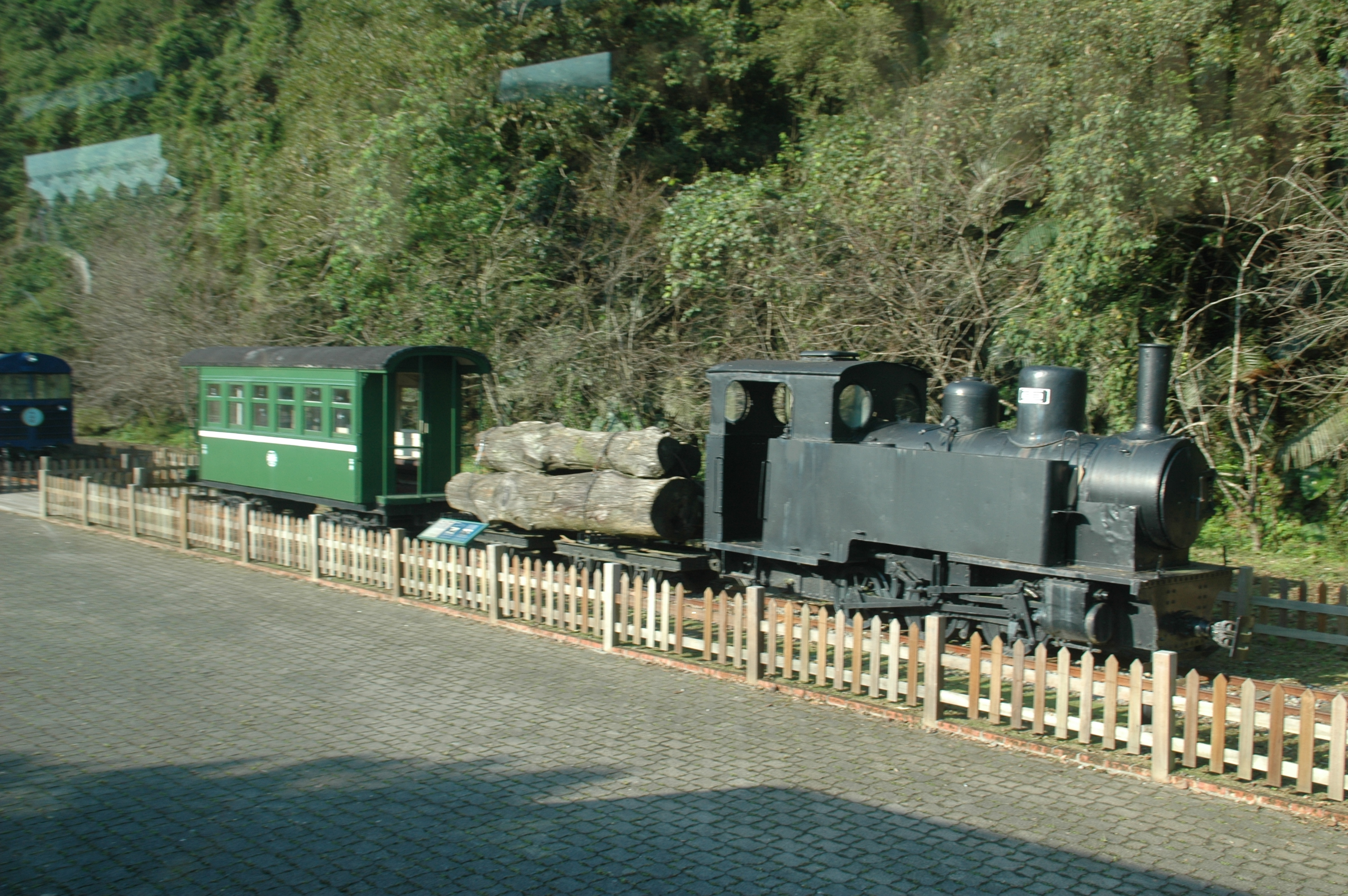
土場森林火車展示

為太平山出入門戶，「土場」是日本語中的林業用語，意即木材聚集地或卸材場地，過去為太平山木材轉運站，也是平地森林火車的起點，今日旁邊停車場則為過去卸材場，附近規劃森林火車等景觀展示。

### 鳩之澤溫泉
此地海拔520M因有溫泉湧出，自日治時代起設有溫泉浴場稱為鳩之澤溫泉。現乃為太平山森林遊樂區的前哨站。由土場到此僅4公里，距太平山約有22公里。

## 太平山地區

### 國家步道

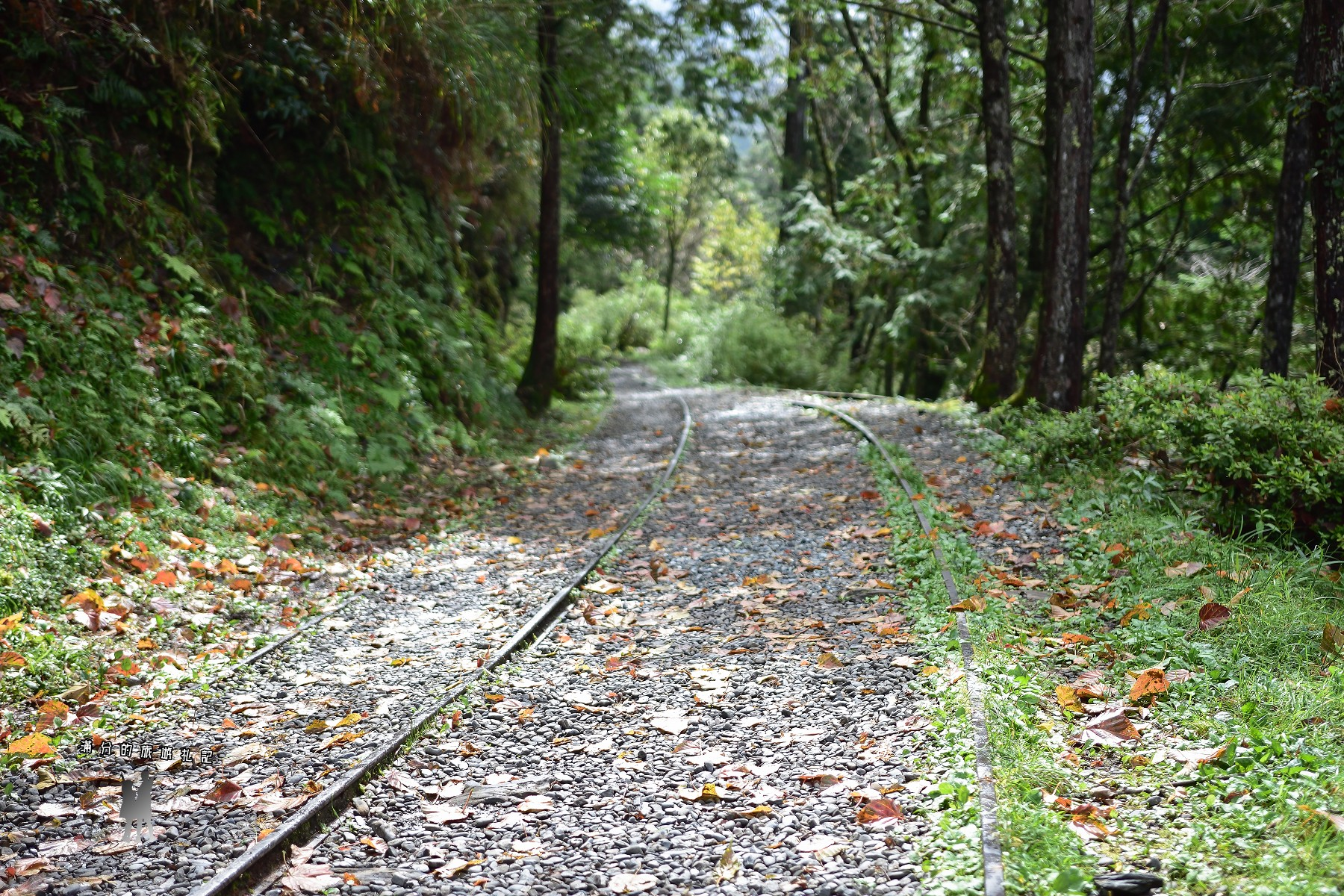
見晴自然步道

共設8條，2002年起迄今已完成見晴懷古步道、鐵杉林自然步道、茂興懷舊步道、鳩之澤自然步道、檜木原始林步道、翠峰湖環山步道、望洋山步道、台灣山毛櫸步道等。
- 見晴自然步道：由山地鐵路見晴線整修而成，全長約0.9km，往返約需60分鐘。[2][3][4]
- 鐵杉林國家步道：由檜木原始林步道末端進入，全長約1.3km，為昔日太平山村落（今太平山莊）通往加羅湖登山路徑之前段，沿途可觀賞原始台灣鐵杉純林及濕地(鐵杉池)等自然生態，步道終點可眺望山脈雲海景觀。往返約需60分鐘。[5][6][7]
- 茂興懷舊步道：由山地鐵路茂興線整修而成，自今日蹦蹦車運行折返點（昔稱萬石，今茂興）起沿著舊鐵路至約0.9km處，沿路多以廢棄木橋及舊鐵路路基、鐵軌景觀為主，全線尚稱平緩。往返約需60分鐘。[8][9][10]
- 鳩之澤自然步道：穿越多望溪，將進入常綠闊葉林的綠色國度，鳩之澤自然步道全長1.2公里，步行來回約需1小時。步道海拔約520公尺，以中低海拔常綠闊葉樹林為主，溫和的氣候、充沛的雨量以及河谷地形，孕育出豐富多樣的生態、繁茂的蕨類植物、地被植群與各種附生植物，讓翠綠的闊葉樹林擁有豐富的層次，是條可供悠閒漫步、也可進行生態觀察的林間步道。太平山國家森林遊樂區官網 （页面存档备份，存于）
- 檜木原始林步道：檜木原始林步道位在太平山莊的後方，是台灣最容易接近的天然原生檜木林，因此，太平山莊的四百階中央階梯成了步道的必經之路，兩旁植滿長年楓紅的紫葉槭，從紅葉道拾級而上，階梯盡頭就是步道入口，步道全長0.6公里，步行時間1小時。這條海拔2,000公尺的步道平緩好走，是避暑森林浴的最佳景點。步道蜿蜒在古木參天的原始紅檜及扁柏森林裡，沿途或俯或倒的巨木造就不少樹洞奇景，盤根錯節，姿態多端，令人嘖嘖稱奇。橫臥的巨幹蘊含豐富的養分，有些甚至滋養著落在其上的種籽，長出第二代巨木，形成「雙代木」景觀。[11]
- 翠峰湖環山步道：翠峰湖座落於宜蘭縣太平山與大元山之間，海拔1,840 公尺，雨季時湖面達25 公頃，為台灣最大的高山湖泊，晨昏變化萬千，四季風情各異。翠峰環山步道循著昔日運材軌道路線整建，帶領遊客以近距離來欣賞翠峰湖的湖光水色。步道距太平山莊約40分鐘車程，入口位於翠峰景觀道路15.5公里處，自翠峰湖西側山坡而上，繞過湖泊的北側，與湖泊東側的平元自然步道交會，好似懷抱翠峰湖的雙臂，捧著這顆璀璨的藍寶石。翠峰湖環山步道全長3.95 公里，海拔介於1,900 公尺至2,000公尺之間，提供春浴新綠、夏洗雨霧、秋賞紅葉、冬觀白雪的四季體驗。此步道大部分路段罕有人行活動，加上受到地被植物、枯枝落葉層、苔蘚植物等覆蓋保護，少見地表裸露或流失現象。為保留原始風貌，步道全程採用生態工法，以不破壞原始地表、不干擾底層動物為原則，完成這條兼具懷舊風情與原始生命力的觀湖山徑。[12]
- 望洋山步道：「望洋」顧名思意是可以眺望海洋之意。望洋山是南澳北溪的發源地，海拔 2,050 公尺，步道的入口就在翠峰山屋旁，全長約 1.2 公里，是翠峰湖景觀區中觀賞日出的最佳地點。循著步道登上望洋山，可以看到蘭陽平原，天氣晴朗時就連座落太平洋的龜山島都清晰可辨。望洋山步道分別由土石路、碎石路與木造階梯構成，全程逐階上坡，沿途除有紅檜與扁柏外，終點還可登高遠眺，欣賞群山環抱的蘭陽平原，與撼動寧靜蘭陽平原的日出，是條難易適中、四季皆宜的登山步道。[13]
- 台灣山毛櫸步道：台灣山毛櫸步道位處太平山國家森林遊樂區翠峰山屋旁，全長3.8公里，步道往返約需3小時，末段可欣賞廣達1,100公頃的山毛櫸純林，春天吐出新綠、夏日碧綠盎然、秋天黃葉耀金、冬季葉落枝枯，四季景色迥異，各具風采。[14]

### 原始森林公園
為檜木原始林步道名稱前身，位於太平山莊後方，是台灣最容易接近的天然原生檜木林，面積約2公頃。步道全長0.6公里，步行時間1小時。這條海拔2,000公尺的步道平緩好走，是避暑森林浴的最佳景點。步道蜿蜒在古木參天的原始紅檜及扁柏森林裡，沿途或俯或倒的巨木造就不少樹洞奇景，盤根錯節，姿態多端，令人嘖嘖稱奇。橫臥的巨幹蘊含豐富的養分，有些甚至滋養著落在其上的種籽，長出第二代巨木，形成「雙代木」景觀。太平山國家森林遊樂區官網 （页面存档备份，存于）

### 蹦蹦車

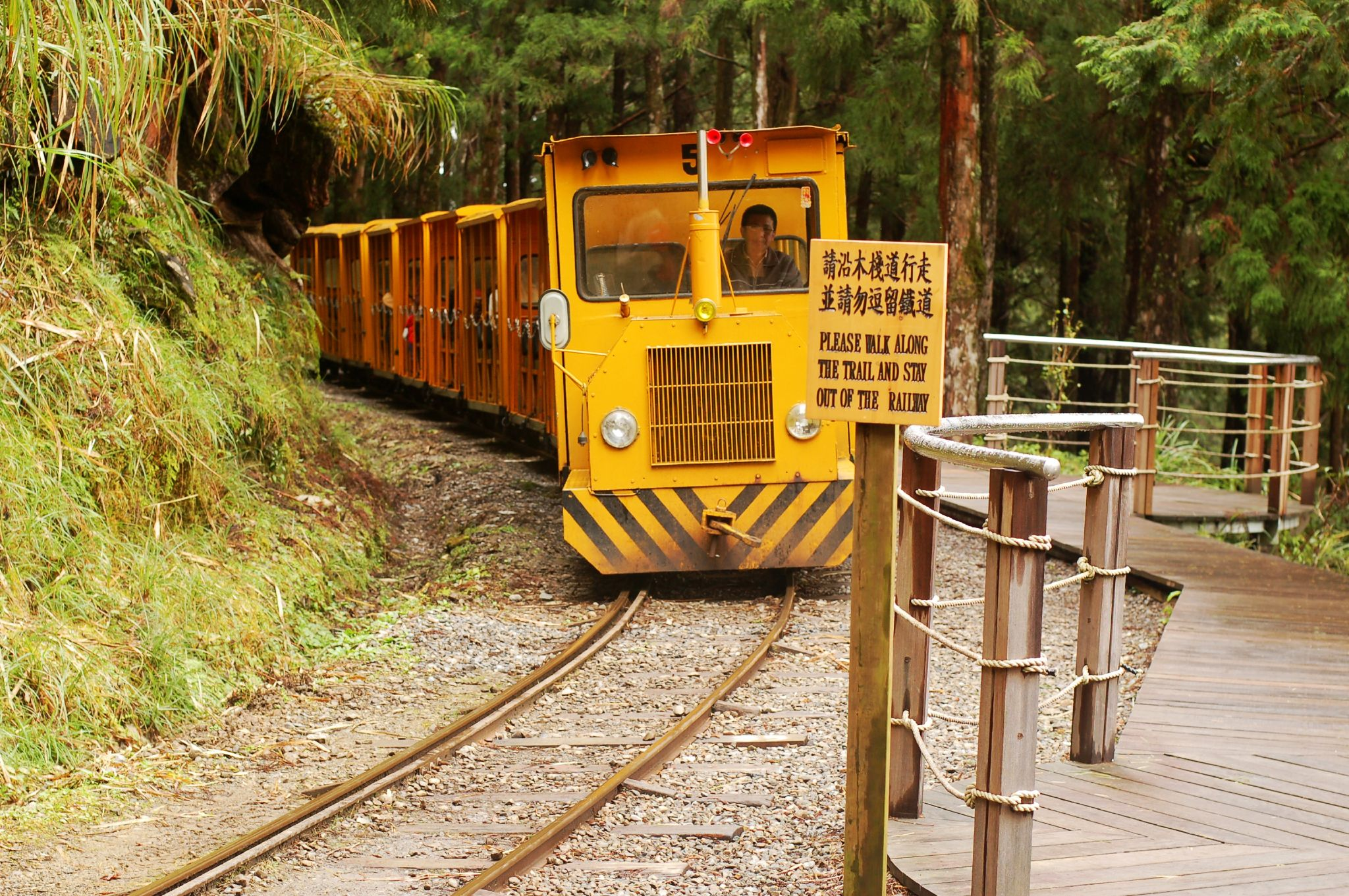
蹦蹦車
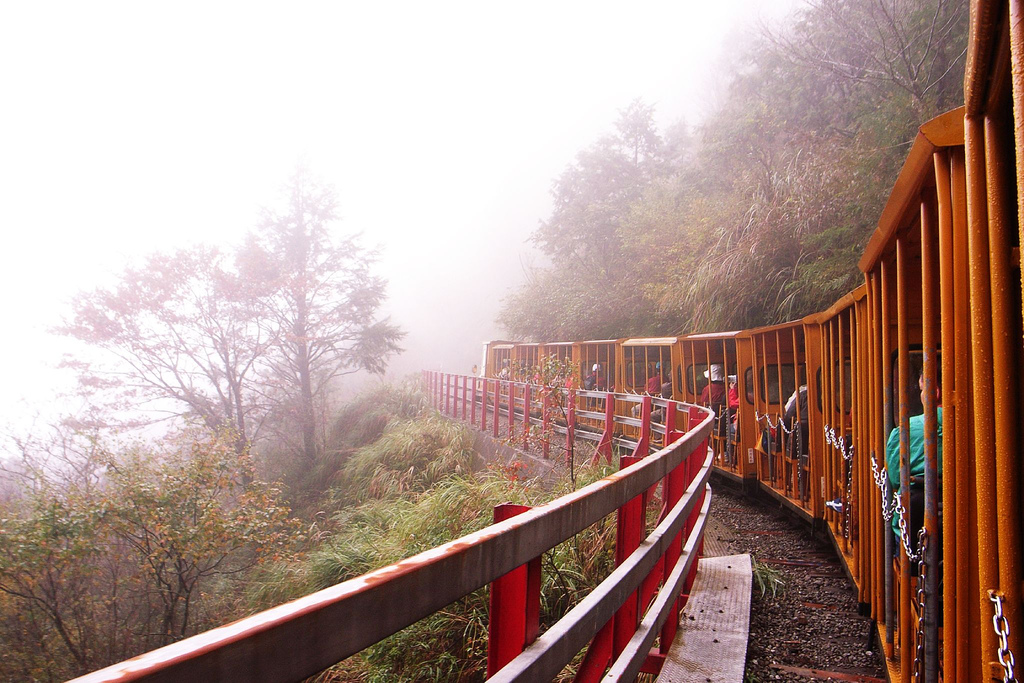
蹦蹦車

## 外部連結
- 太平山國家森林遊樂區（页面存档备份，存于）
- 太平山國家森林遊樂區 - 台灣山林悠遊網（页面存档备份，存于）
- 旅遊資訊 - 國家森林遊樂區 - 太平山國家森林遊樂區 （页面存档备份，存于）
- 保育及生態旅遊 - 生態旅遊 - 太平山國家森林遊樂區 （页面存档备份，存于）
- 太平山國家森林遊樂區 - 宜蘭旅遊網 （页面存档备份，存于）
- 太平山國家森林遊樂區 - 交通部觀光局 （页面存档备份，存于）
- 太平山國家森林遊樂區 - 國家森林遊樂區 - 交通部中央氣象局 （页面存档备份，存于）
- 太平山國家森林遊樂區的粉絲的Facebook專頁（页面存档备份，存于）
- 太平山國家森林遊樂區的Instagram帳戶
- YouTube上的雲煙森林畫太平－太平山國家森林遊樂區 ( 國語版 ).行政院農業委員會林務局.2017-05-14
- 伯斯飯店生態策略聯盟（页面存档备份，存于）
- 尚海旅遊太平山生態旅遊策略聯盟（页面存档备份，存于）